# Gymnothorax castlei
 Gymnothorax castlei és una espècie de peix de la família dels murènids i de l'ordre dels anguil·liformes.

## Morfologia
Els mascles poden assolir els 22,9 cm de longitud total.

## Distribució geogràfica
Es troba a les Filipines, Indonèsia i Austràlia (Gran Barrera de Corall).